# LOVE & LIVE LETTER
「LOVE & LIVE LETTER」（ラヴ・アンド・ライヴ・レター）は、福耳の6枚目のシングルである。2012年6月13日発売。

## 解説
「DANCE BABY DANCE/夏はこれからだ!」から４年ぶりとなる新作。

## パッケージ
DVD付初回限定盤と通常盤の2形態で発売。初回限定盤は三方背BOX仕様。

## 収録曲

### CD
1. LOVE & LIVE LETTER
作詞・作曲・編曲：さかいゆう
2. DISTANCIA ～この胸の約束～<20 Years After Ver.>
作詞：杏子　作曲：玉置浩二　プロデュース：山崎まさよし・間宮工
3. セロリ Live Ver.（山崎まさよし　スキマスイッチ　秦基博　A Night With Strings　～Featuring 服部隆之～　2012年2月25日 at 日本武道館）
作詞・作曲：山崎将義
4. 夏はこれからだ!  Live Ver.（Augusta Camp 2011　2011年7月30日 at 横浜赤レンガパーク野外特設ステージ）
作詞・作曲・編曲：岡本定義
5. LOVE & LIVE LETTER <backing track>

## 初回限定盤特典DVD収録内容
1. LOVE & LIVE LETTER Video Clip
2. 晴男　Live （山崎まさよし&さかいゆう　2011年7月9日 at 島原文化会館　Augusta Caravan Vol.1）
3. One more time,One more chance　Live （山崎まさよし&さかいゆう　2011年7月9日 at 島原文化会館　Augusta Caravan Vol.1）
4. 蛍星　Live （元ちとせ&スキマスイッチ　2011年12月4日 at アミューズメント佐渡　Augusta Caravan Vol.2）
5. 雫　Live （元ちとせ&スキマスイッチ　2011年12月4日 at アミューズメント佐渡　Augusta Caravan Vol.2）
6. 春の行人（ゆこうど）　Live （元ちとせ&スキマスイッチ　2011年12月4日 at アミューズメント佐渡　Augusta Caravan Vol.2）

## 参加アーティスト
- 杏子
- 山崎まさよし
- COIL
- あらきゆうこ（mi-gu）
- 元ちとせ
- スキマスイッチ
- 長澤知之
- 秦基博
- さかいゆう

## 参加ミュージシャン
- LOVE & LIVE LETTER
  - 杏子, 元ちとせ：Vocal, Chorus
  - 山崎まさよし：Vocal, Chorus, Electric Guitar, Harmonica
  - 岡本定義：Vocal, Chorus, Bass
  - あらきゆうこ：Chorus, Drums
  - 大橋卓弥, 秦基博：Vocal, Chorus, Acoustic Guitar
  - 常田真太郎：Organ
  - 長澤知之：Vocal, Chorus, Electric Guitar
  - さかいゆう：Vocal, Chorus, Piano

- DISTANCIA ～この胸の約束～ <20 Years After Ver.>
  - 杏子：Vocal, Chorus, Taconeo, Castanet
  - 山崎まさよし：Gut Guitar, Cajon, Pandeiro, Harmonica, Chorus, Palma
  - 秦基博：Chorus
  - 間宮工：Gut Guitar, Bouzouki,
  - 江川ゲンタ：Percussions, Chorus
  - 大渕博光：Jaleo, Palma

- セロリ Live Ver. <A Night with Strings ～featuring 服部隆之～>
  - 山崎まさよし：Vocal, Chorus, Electric Guitar
  - 大橋卓弥, 秦基博：Vocal, Chorus
  - 常田真太郎, 紺野紗衣：Keyboards
  - 中村キタロー幸司：Bass
  - 江川ゲンタ：Drums
  - RUSH by 加藤高志ストリングス：Strings
  - 服部隆之：Conductor, Strings Arrange

- 夏はこれからだ! Live Ver. <Augusta Camp 2011>
  - 大橋卓弥, 元ちとせ：Vocal, Chorus
  - 秦基博：Vocal, Chorus, Acoustic Guitar
  - 杏子, あらきゆうこ, 常田真太郎：Chorus, Percussion
  - 山崎まさよし, 岡本定義, 長澤知之：Chorus, Electric Guitar
  - スガシカオ, さかいゆう：Chorus
  - TOKIE：Bass
  - 阿部耕作 (THE COLLECTORS)：Drums
  - Dr.KyOn：Keyboards
  - 山本タカシ：Electric Guitar
  - 高橋結子：Percussion

- 特典DVD サポートミュージシャン (アミューズメント佐渡 Augusta Caravan Vol.2)
  - 新井健：Guitar
  - 三浦“JAY”剛：Bass
  - 松本智也：Percussion